# دول-دو-برتانی
دول-دو-برتانی (به فرانسوی: Dol-de-Bretagne) یک کمون در فرانسه است که در canton of Dol-de-Bretagne واقع شده‌است.

## خصوصیات
دول-دو-برتانی ۱۵٫۵۳ کیلومترمربع مساحت و ۵٬۱۶۳ نفر جمعیت دارد و ۱۶ متر بالاتر از سطح دریا واقع شده‌است.

## نگارخانه

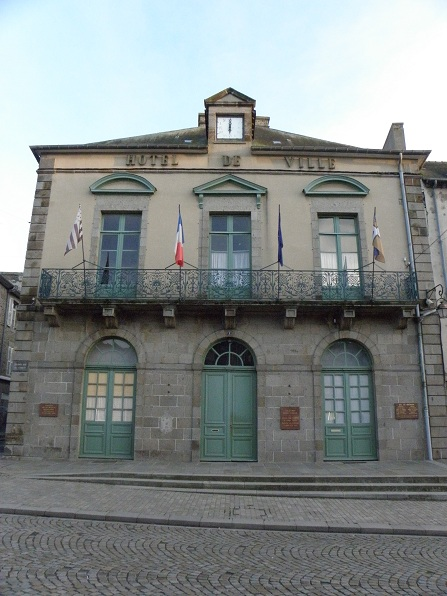
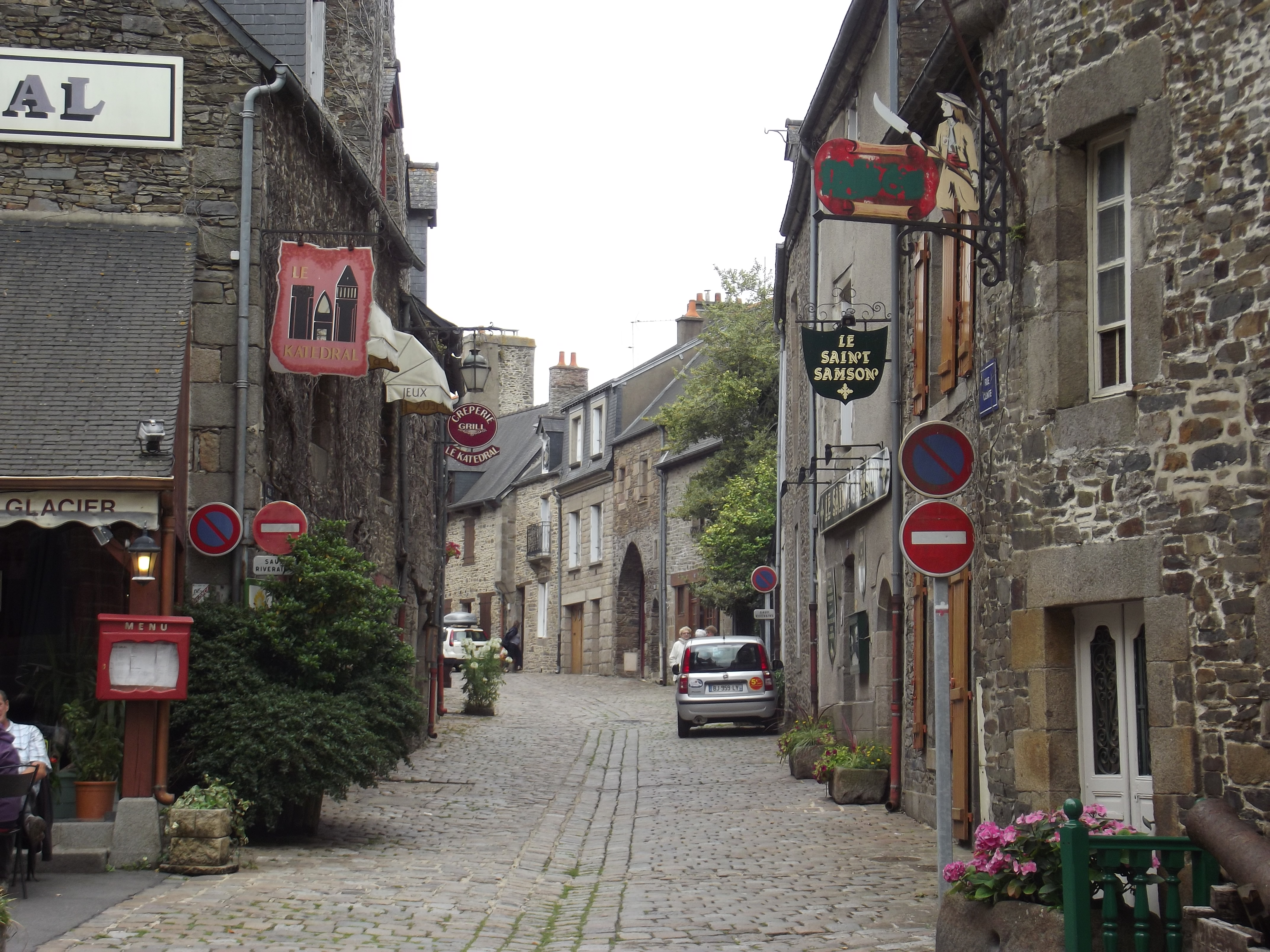
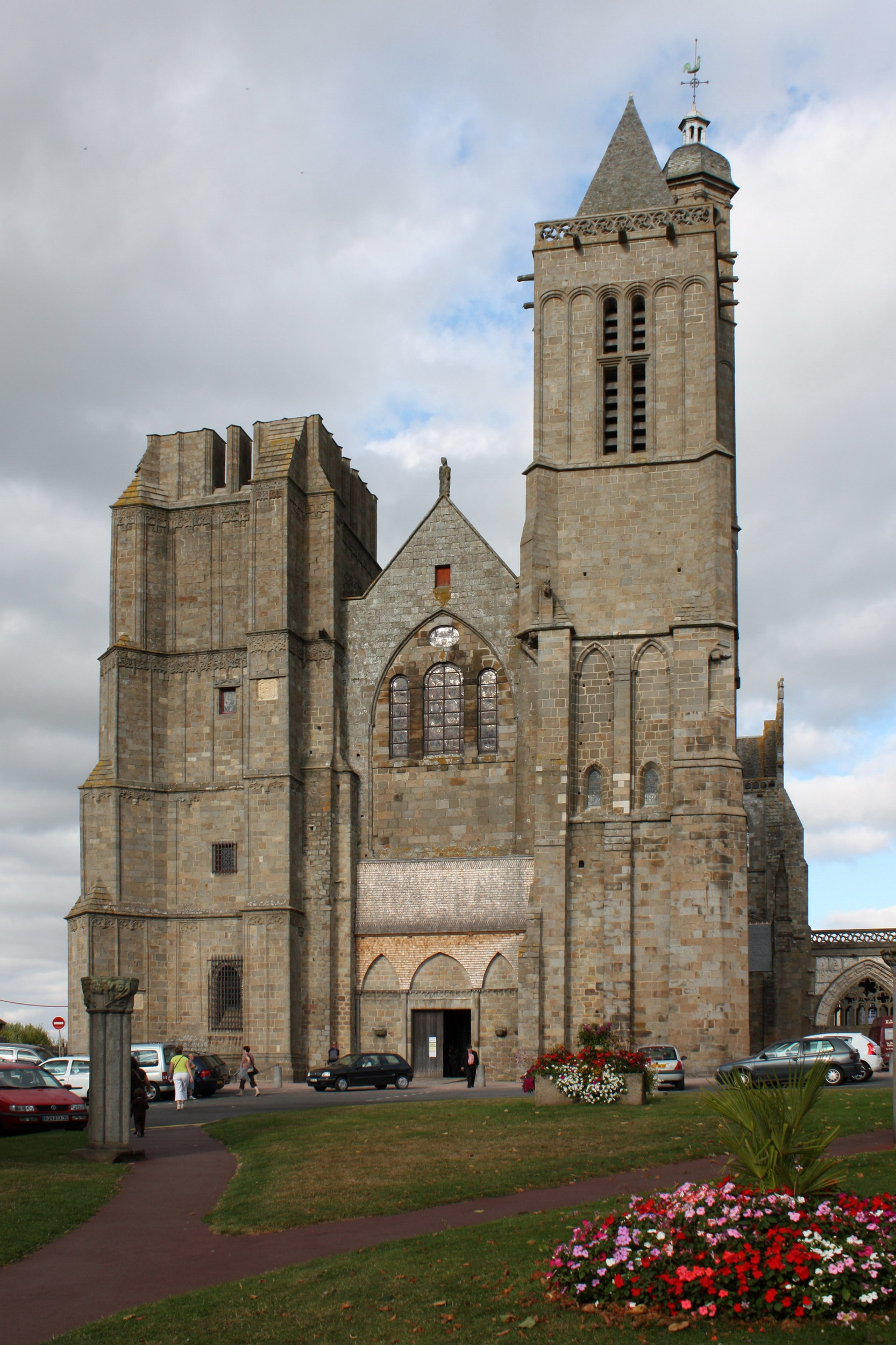